# Glyphoturris eritima
Glyphoturris eritima är en snäckart som först beskrevs av Bush 1885.  Glyphoturris eritima ingår i släktet Glyphoturris och familjen kägelsnäckor. Inga underarter finns listade i Catalogue of Life.